# حي النصر (غزة)
حي النصر بمدينة غزة هو حي سكني يقع غرب مدينة غزة، بجوار منطقة الرمال وشمال غرب حي الدرج . تأسس عام 1957 إبان فترة الإدارة المصرية لقطاع غزة  وخصص لإيواء عائلات الجنود والمتطوعين المحليين الذين قاتلوا ضد إسرائيل في حرب فلسطين عام 1948. سُمي على اسم الرئيس المصري الراحل جمال عبد الناصر.